# Japan Football League 1994
Die Japan Football League 1994 war die dritte Spielzeit der Japan Football League, einer Liga auf der zweiten Stufe der japanischen Fußball-Ligenhierarchie. An ihr nahmen insgesamt sechzehn Vereine teil.
Meister und Aufsteiger in die J. League 1995 wurde Cerezo Osaka, daneben schaffte auch der Zweitplatzierte Kashiwa Reysol den Sprung in den bezahlten Fußball. Es gab keine Absteiger in die Regionalliga.

## Modus
Die Mannschaften spielten ein einfaches Doppelrundenturnier, sodass jeder Verein insgesamt 30 Spiele absolvieren musste. Analog zum Modus der J. League 1994 gab es keine Unentschieden; bei Gleichstand nach 90 Minuten wurde die Spielzeit um zweimal fünfzehn Minuten verlängert, wobei die Golden-Goal-Regel zur Anwendung kam. Stand es danach immer noch unentschieden, wurde der Sieger des Spieles durch Elfmeterschießen bestimmt. Die Tabelle wurde nach den folgenden Kriterien erstellt:
1. Anzahl der Siege
2. Tordifferenz
3. Erzielte Tore
4. Ergebnisse der Spiele untereinander
5. Entscheidungsspiel oder Münzwurf

Die beiden besten Mannschaften der Division 1 stiegen in die J. League 1995 auf, sofern sie den Status eines sogenannten Associate Members der J. League hatten. Abhängig vom Aufstieg stiegen bis zwei Mannschaften in die entsprechende Regionalliga ab.

## Teilnehmer
Insgesamt nahmen sechzehn Mannschaften am Wettbewerb teil. Nach dem Rückzug von NKK SC und Toyota Motor Higashi-Fuji SC zum Ende der Saison 1993 sowie dem Aufstieg von Fujita, die sich nach dem Aufstieg in Bellmare Hiratsuka umbenannten, sowie Yamaha FC Júbilo Iwata, welche gemäß den J.-League-Statuten den Sponsor aus dem Vereinsnamen streichen mussten, wurden die ursprünglich zwei Divisionen zusammengelegt.
Einziger sportlicher Absteiger aus der Japan Football League 1993 war Toho Titanium SC, die in die Kantō-Regionalliga zurückkehrten. Seinō Transportation SC und Kofu Soccer Club setzten sich in ihren Relegationsspielen gegen die beiden besten Mannschaften der Regionalligen-Finalrunde, Nippon Denso SC und NEC Yamagata durch. Nippon Denso und NEC spielten anschließend einen Aufsteiger aus, hierbei konnte sich die Mannschaft aus der Präfektur Yamagata mit 2:0 durchsetzen.
Neben Kashiwa Reysol, die vor der Saison den Sponsorennamen endgültig aus der Mannschaftsbezeichnung gestrichen hatten, erhielten drei weitere Vereine die sogenannte Associate Membership der J. League. Vor Beginn der Saison wurde Cerezo Osaka, ehemals Yanmar Diesel SC, dieser Status zugesprochen, während der Saison erhielten zudem Kyōto Purple Sanga, vorher als Kyōto Shiko Club bekannt, sowie PJM Futures diesen Status. Die Futures wurden zudem offiziell während der laufenden Saison aus der heimischen Präfektur Shizuoka nach Tosu, Präfektur Saga verlegt; da sich das Stadion in Tosu zu diesem Zeitpunkt aber noch im Bau befand, spielte die Mannschaft die Saison in Shizuoka zu Ende.
| Verein                 | Stadt/Region                       | Trägerbetrieb                  |
| ---------------------- | ---------------------------------- | ------------------------------ |
| Cerezo Osaka           | Präfekturen Hyōgo, Osaka und Shiga | Yanmar                         |
| Chūō Bōhan             | Fujieda, Shizuoka                  | Chūō Bōhan                     |
| Cosmo Oil Yokkaichi FC | Yokkaichi, Mie                     | Cosmo Oil                      |
| Fujitsu                | Kawasaki, Kanagawa                 | Fujitsu                        |
| Honda Motors           | Hamamatsu, Shizuoka                | Honda                          |
| Kashiwa Reysol         | Kashiwa, Chiba                     | Hitachi                        |
| Kawasaki Steel         | Kurashiki, Okayama                 | Kawasaki Steel                 |
| Kofu Soccer Club       | Kofu, Yamanashi                    | —                              |
| Kyōto Purple Sanga     | Kyōto, Kyōto                       | —                              |
| NEC Yamagata           | Präfektur Yamagata                 | NEC Corporation                |
| NTT Kantō              | Präfektur Saitama                  | Nippon Telegraph and Telephone |
| Ōtsuka Pharmaceutical  | Tokushima, Tokushima               | Ōtsuka Pharmaceutical          |
| PJM Futures            | Hamamatsu, Shizuoka                | PJM Japan                      |
| Seinō Transportation   | Präfektur Gifu                     | Seinō Transportation           |
| Tōkyō Gas              | Tokio                              | Tōkyō Gas                      |
| Toshiba                | Kawasaki, Kanagawa                 | Toshiba                        |

## Statistiken

### Abschlusstabelle
| 01                     | Cerezo Osaka          | 30 | 26 | 04 | 85:33 | +52 |
| 02                     | Kashiwa Reysol        | 30 | 25 | 05 | 82:29 | +53 |
| 03                     | Chūō Bōhan            | 30 | 24 | 06 | 61:32 | +29 |
| 04                     | PJM Futures           | 30 | 22 | 08 | 70:47 | +23 |
| 05                     | Kyōto Purple Sanga    | 30 | 20 | 10 | 63:47 | +16 |
| 06                     | Ōtsuka Pharmaceutical | 30 | 18 | 12 | 63:46 | +17 |
| 07                     | Tokyo Gas             | 30 | 18 | 12 | 55:43 | +12 |
| 08                     | Kawasaki Steel        | 30 | 13 | 17 | 36:46 | –10 |
| 09                     | Honda Motors          | 30 | 12 | 18 | 49:62 | –13 |
| 10                     | Fujitsu               | 30 | 11 | 19 | 39:52 | –13 |
| 11                     | Toshiba               | 30 | 11 | 19 | 56:71 | –15 |
| 12                     | NTT Kantō             | 30 | 10 | 20 | 37:46 | –09 |
| 13                     | NEC Yamagata (N)      | 30 | 10 | 20 | 30:57 | −27 |
| 14                     | Kofu Soccer Club      | 30 | 09 | 21 | 36:74 | −38 |
| 15                     | Cosmo Oil Yokkaichi   | 30 | 07 | 23 | 33:67 | −34 |
| 16                     | Seinō Transportation  | 30 | 04 | 26 | 29:72 | −43 |
| Stand: Ende der Saison |                       |    |    |    |       |     |

|     | Aufstiegsberechtigte Vereine: Cerezo Osaka, Kashiwa Reysol, Kyōto Purple Sanga, PJM Futures |
|     | Aufstieg in die J. League 1995: Cerezo Osaka, Kashiwa Reysol                                |
| (N) | Aufsteiger aus der Regionalliga 1993: NEC Yamagata                                          |